# Impôt de solidarité sur la fortune
Pour les articles homonymes, voir ISF.
Lire en ligne

Lire sur Légifrance

Impôt sur la fortune immobilière
L'impôt de solidarité sur la fortune (ISF) est un ancien impôt sur la fortune français payé par les personnes physiques et les couples détenant un patrimoine net taxable strictement supérieur à un certain seuil d'entrée au 1er janvier de l'année considérée. Il est créé en 1989, et remplacé le 1er janvier 2018 par l'impôt sur la fortune immobilière (IFI).
Cet impôt progressif par tranches est assis sur la partie supérieure du patrimoine, au-delà d'un seuil défini par le commencement de la première tranche, qui peut être différent du seuil d'entrée à partir duquel le foyer est considéré comme assujetti, et qui peut également varier d'une année à l'autre, suivant les années et les lois en vigueur (sauf en 2012 où un système de taux fixe s'appliquant sur l'ensemble du patrimoine a été instauré, mais il a été suivi d'une contribution exceptionnelle sur la fortune, pour correspondre en définitive cette année-là à un impôt progressif par tranches). Entre 2013 et 2016, les taux vont de 0,5 à 1,5 % et la 1re tranche s'applique à partir de 800 000 euros. À compter du 1er janvier 2016 jusqu’à sa suppression, le seuil d'entrée est de 1,3 million d'euros.
En 2013, 312 046 foyers français ont réglé l'ISF, pour des recettes s'établissant à 4,39 milliards d'euros pour l'État (soit une moyenne d'environ 14 000 euros par foyer redevable). Cet impôt français n'a pas cours dans les collectivités d'outre-mer (il reste applicable dans les départements d'outre-mer).
L'ISF est un impôt déclaratif et autoliquidé (c'est-à-dire que le mécanisme de l'autoliquidation de l'ISF consiste à retrancher soi-même de sa déclaration ISF le montant que l'on aurait obtenu grâce au bouclier fiscal). Il appartient aux personnes redevables de faire elles-mêmes une estimation détaillée de la valeur de leurs biens au 1er janvier, de calculer le montant de l'impôt et d'envoyer leur déclaration, accompagnée du paiement à l'ordre du Trésor public, à la Direction générale des Finances publiques (DGFiP), et plus particulièrement au service des impôts des particuliers dont dépend leur domicile au 1er janvier, avant le 15 juin. Les services fiscaux peuvent contrôler la déclaration et éventuellement proposer des rectifications pendant trois ans. Néanmoins en cas d'absence de déclaration ou d'omission d'un bien le délai de reprise est de six ans.
L'ISF est souvent considéré comme une « exception française », vu son absence dans la plupart des autres pays du monde. Souvent qualifié d'« impôt idéologique »,, il est critiqué pour des raisons morales, fiscales ou économiques. Un de ses inconvénients est que la possession d'un patrimoine fortement valorisé n'est pas nécessairement associé à des revenus permettant de payer l'impôt (exemple de l'île de Ré). Cependant c'est une contribution assurant une redistribution, l'indice de Gini mesurant les inégalités étant corrélé selon des économistes à l'existence de l'ISF. L'année de la suppression de l'ISF, l'indice de Gini s'est creusé de 0,3 points.
Par son histoire, son mode de calcul et ses objectifs, l'ISF est un sujet polémique et un véritable point de clivage idéologique au sein du monde politique français.

## Histoire
En 1945 est créé un impôt exceptionnel et temporaire, l'impôt de solidarité nationale, assis sur le capital. La Fédération des Finances de la CGT lance en mai 1965 une campagne demandant l'instauration d'un impôt sur la fortune. Les conséquences du premier choc pétrolier de 1973 incitent le président de la République Valéry Giscard d'Estaing à prendre des mesures déflationnistes en 1974, avec notamment la majoration de l'impôt sur les revenus des gros contribuables. Il commande en 1979 le rapport Ventejol-Blot-Méraud qui étudie la possibilité d'un impôt sur le capital et conclut à l'inefficacité de l'imposition annuelle de la fortune en France.

### L'impôt sur les grandes fortunes (1982–1986)

#### Instauration par le gouvernement Mauroy en 1982
L'impôt sur les grandes fortunes (IGF) est créé par le premier gouvernement Pierre Mauroy peu après l'élection présidentielle de 1981 ayant porté François Mitterrand du Parti socialiste au pouvoir. Mis en place par la loi de finances du 30 décembre 1981, il entre en application le 1er janvier 1982 et concerne alors les personnes disposant d'un patrimoine supérieur à trois millions de francs, à un taux progressif (de 0,5 % à 1,5 %). 104 000 contribuables déclarent que leur patrimoine a dépassé ce seuil en 1982, l'impôt rapportant trois milliards de francs de recettes supplémentaires. Les biens professionnels sont exemptés dans la limite de 2 200 000 FRF. Dès 1982, François Mitterrand y est soumis, compte tenu de sa fortune, constituée notamment d'un immeuble à Paris rue de Bièvre, d'une bergerie aménagée à Latche, d'un étang et d'hectares de terres qu'il possède dans la Nièvre.

#### Suppression lors de l'alternance de 1986
La suppression de l'IGF à l'initiative du second gouvernement Jacques Chirac est effective le 1er janvier 1987. Alain Juppé reconnaîtra trois ans plus tard :

« On a eu tort de supprimer l'IGF. On a été prisonnier du lobby patronal […] Yvon Gattaz nous avait promis 400 000 emplois si nous suivions les propositions du Conseil national du patronat français »

— Alain Juppé, en 1989

### L'impôt de solidarité sur la fortune (1988–2018)
Créé sous le second gouvernement Michel Rocard par la loi de finances pour 1989 afin de financer le revenu minimum d'insertion (RMI), l'ISF reprend les mécanismes et la philosophie de l'IGF : c'est un impôt progressif sur le capital qui concerne le patrimoine des personnes physiques (à l'exclusion de celui des personnes morales). À la différence d'autres impôts sur le patrimoine (dépourvus de caractère périodique), l'ISF est redevable chaque année civile, en fonction de la valeur du patrimoine des personnes concernées. En 2008, il a rapporté 4,2 milliards d'euros, soit environ 1,5 % des recettes fiscales de l'État ou 0,5 % du total des prélèvements obligatoires.

#### Réforme et relèvement du seuil d'entrée dans l'ISF en 2011
En avril 2011, le troisième gouvernement François Fillon, conjointement à la suppression du bouclier fiscal, a décidé de relever le seuil d'entrée de l'impôt de solidarité sur la fortune (ISF) de 790 000 euros à 1,3 million d'euros de patrimoine. Le barème est simplifié : il ne possède plus que deux tranches et le taux est allégé. Entre 1,3 et 3 millions d'euros, le taux d'imposition est de 0,25 % et les redevables de cette tranche déclareront leur patrimoine dans leur déclaration de revenus. Au-delà de 3 millions de patrimoine, le taux d'imposition sera de 0,5 % et les assujettis auront à remplir une déclaration spécifique pour l'ISF. Avant cette réforme, les taux d'imposition évoluaient entre 0,55 % et 1,8 %.
Une adoption partielle a lieu dès 2011 et une décote est appliquée à partir de 2012 pour lisser les effets de seuils induits par le barème simplifié. Le relèvement du seuil d'entrée à 1,3 million d'euros de patrimoine a permis à 300 000 contribuables, souvent redevables de l'ISF à cause de la hausse des prix de l'immobilier, de ne plus y être assujettis. Il évite également à 200 000 autres ménages d'y entrer dans les prochaines années. Le coût total de la réforme de l'ISF de 2011 est évalué à 1,7 milliard d'euros, mais le gouvernement a créé 800 millions d'euros de recettes supplémentaires grâce à la suppression du bouclier fiscal et du plafonnement de l'ISF,.

### L'impôt sur la fortune immobilière (depuis 2018)
En 2017, le second gouvernement Édouard Philippe décide, conformément à une des promesses de campagne d’Emmanuel Macron, de supprimer l'ISF pour mettre en place l'impôt sur la fortune immobilière (IFI), dès 2018. Celui-ci ne prend en compte que les biens immobiliers dans l'assiette de calcul, exonérant ainsi les actifs financiers, mais conserve le même barème d'imposition que l'ISF. Cette mesure encouragerait, selon le gouvernement, les foyers français les plus riches à investir dans l'économie. Cette mesure fut sujette à controverse puisque certains députés et journalistes s'élevèrent contre le fait que les valeurs mobilières telles que les yachts et jets privés n'entreraient donc pas dans l'assiette de calcul de l'IFI contrairement à l'ISF. En octobre 2019, un rapport du Sénat précise que la suppression de l'ISF et d'adoption de l'IFI ont engendré des « effets indésirables » sur l'économie sans montrer d'impact positif.

## Géographie
La cartographie en 2008 des foyers fiscaux soumis à l’ISF confirme la stabilité de la géographie de la richesse déclarée. D'importantes disparités territoriales sont constatées :
- Un contribuable sur trois déclarant à l'ISF est domicilié en Île-de-France où les communes les plus riches sont, outre Paris, Neuilly-sur-Seine (7 600 redevables), Boulogne-Billancourt (5 132), Versailles (4 458) puis Saint-Maur-des-Fossés (2 665).
- Les régions où le nombre de foyers redevables est le plus élevé sont : Île-de-France, Provence-Alpes-Côte d'Azur et Rhône-Alpes. La région Nord-Pas-de-Calais, qui est la cinquième région de province par le nombre de déclarants, comprend quelques communes urbaines où les contribuables sont nombreux, comme Croix et Marcq-en-Barœul. À Croix, le patrimoine moyen déclaré par les assujettis à cet impôt est le plus élevé de France après Neuilly-sur-Seine et Cayenne en 2009 : 2,78 millions d'euros en moyenne par déclarant[27].

Les 10 communes françaises comptant le plus de foyers assujettis à cet impôt en 2008 sont (ordre décroissant) :
1. Paris (84 451)
2. Neuilly-sur-Seine (7 607)
3. Lyon (7 088)
4. Marseille (6 205)
5. Boulogne-Billancourt (5 132)
6. Nice (5 119)
7. Versailles (4 458)
8. Toulouse (4 265)
9. Nantes (3 847)
10. Bordeaux (3 480)

La base de données relative à l'Impôt de solidarité sur la fortune est mise à disposition par le Ministère de l'économie et des finances depuis novembre 2013 - en Open data - sur la plate forme Data.gouv.fr pour chaque commune de plus de 20 000 habitants ayant plus de 50 redevables à l'Impôt de solidarité sur la fortune (ISF), permettant de connaître le nombre de redevables, le patrimoine moyen et la cotisation moyenne.

## Champ d'application
L'ISF concerne les personnes physiques, célibataires ou en couple, qui possèdent un patrimoine imposable dont la valeur nette est supérieure à un seuil fixé par la loi. Le seuil légal était de 4 730 000 FRF en 1999, de 770 000 euros en 2008, de 790 000 euros en 2010 et 1 300 000 euros en 2012. Depuis 2013, le seuil d'entrée et les limites des différentes tranches du barème ne sont plus augmentés chaque année, le mécanisme de revalorisation automatique permettant de compenser l'érosion monétaire a été abandonné.
L'assiette de l'ISF est constituée par la valeur nette au 1er janvier de l'année de l'ensemble des biens, droits, et valeurs appartenant aux personnes physiques susvisées.
Le calcul du patrimoine s'effectue, quant à lui, en fonction du foyer fiscal, mais sans considération du régime matrimonial. Il retient donc les éléments du patrimoine appartenant à l'ensemble des membres du foyer fiscal, soit dans le cas d'un couple tous les biens appartenant à l'un ou à l'autre des conjoints. C'est d'ailleurs pour cela que par disposition expresse du législateur les couples (y compris de même sexe) vivant en concubinage sont assimilés aux couples mariés pour le calcul du patrimoine, idem pour les personnes ayant conclu un PACS.
Toutefois, les époux mariés sous le régime de la séparation de biens (ou en instance de séparation de corps ou de divorce) et qui ne vivent pas sous le même toit font l'objet d'une imposition séparée
L'ISF s'ajoute à d'autres impôts sur le patrimoine : droits de mutation, taxe foncière.
Les personnes qui ont leur domicile en France sont redevables de l'ISF sur tous les éléments de leur patrimoine, qu'ils soient situés en France ou à l'étranger, sauf si une disposition contraire prévue par convention fiscale internationale trouve à s'appliquer. En ce qui concerne les contribuables dont le domicile est à l'étranger, ils ne sont redevables de l'ISF qu'à raison du patrimoine qu'ils détiennent en France, sans y inclure les placements financiers.
La Loi de modernisation de l'économie, promulguée le 5 août 2008, permet aux contribuables qui n'ont pas été domiciliés fiscalement en France au cours des cinq dernières années civiles précédant leur domiciliation fiscale en France d'être uniquement imposables sur les biens situés en France, et ce durant cinq ans après leur arrivée,.

## Biens imposables
Tous les biens du foyer fiscal sont pris en compte (biens immobiliers, patrimoine financier (liquidités, placements financiers, devises…), véhicules, biens professionnels ne remplissant pas les conditions d'exonération, etc.) à l'exclusion de ceux expressément exonérés par le code général des impôts.

### Immobilier
Les biens immobiliers doivent être évalués à leur valeur de marché, c'est-à-dire par comparaison avec les transactions de biens similaires ayant été réalisées.
Concernant la valorisation de la résidence principale, sous l'influence d'une jurisprudence antérieure, la loi permet toutefois une déduction de 30 % (20 % avant 2008) à effectuer sur la valeur de marché. Le Conseil constitutionnel avait rendu en 1998 une décision mettant en évidence l'existence d'un lien nécessaire entre l'ISF et la production de revenus par le bien taxé.

### Démembrement de propriété
En cas de démembrement de propriété, l'usufruitier est redevable de l'impôt comme s'il en détenait la pleine propriété. Cette disposition fait donc exception à l'article 669 du CGI qui définit la valeur de la nue-propriété et de l'usufruit selon un barème légal qui dépend de l'âge de l'usufruitier. En sens inverse, le nu-propriétaire est dispensé de déclaration du bien en question. Cette règle a pour conséquence de surenchérir le patrimoine de l'usufruitier : en effet, plus la personne est âgée, moins son usufruit a de valeur, comparé à celle de la nue-propriété. Cette disposition a pour but d'empêcher une optimisation fiscale qui consisterait à faire don d'un immeuble en nue-propriété à ses enfants tout en en gardant l'usufruit. Le Conseil constitutionnel l'a jugé conforme à la Constitution.
Ainsi, à quelques exceptions près, le bien est déclaré par l'usufruitier dans sa totalité et pour sa valeur comme s'il n'avait jamais été démembré.
En contrepartie, l'usufruitier peut invoquer les éléments de décote qui se rattachent à la pleine propriété, telle que la perte de valeur vénale liée à une indivision, selon la jurisprudence de la Cour de cassation.

### Meubles meublants
Les meubles meublants sont les meubles supposés ayant une valeur et servant à meubler une maison : par exemple armoires, mobilier de cuisine, piano, etc.
En l'absence de déclaration spécifique (qui peut tout aussi bien être un montant forfaitaire qu'une liste établie par huissier, ou provenir d'un montant assuré), les meubles meublants sont estimés à 5 % du patrimoine brut déclaré.

### Biens exonérés
- biens professionnels (une entreprise dont on est aussi dirigeant par exemple), sous certaines conditions ;
- objets d'antiquité, d'art ou tout simplement de collection, parts de sociétés civiles propriétaires de tels objets[37],[38] ;
- droits de propriété littéraire[39], artistique ou industrielle[40] ;
- bois, forêts ou participations dans des groupements forestiers (à concurrence des trois quarts de leur valeur) ;
- biens ruraux loués à long terme et participation dans des groupements fonciers agricoles ;
- valeurs de capitalisation des pensions de retraite ;
- rentes reçues en réparation de dommages corporels liés à un accident ou à une maladie.

## Règles de détermination de la valeur nette taxable
La valeur des biens prise en compte est leur valeur nette, entendre valeur brute moins les dettes déductibles.
Détermination de la valeur brute : dans le cadre de l'ISF, c'est le déclarant, donc le contribuable, qui évalue lui-même la valeur de ses biens. Le CGI a tout de même prévu des règles d'évaluation pour guider le déclarant, celles-ci varient en fonction de la nature des biens à déclarer.
La déclaration d'ISF a un effet social positif lorsqu'elle contraint les contribuables néophytes à inventorier leur patrimoine et à déterminer sa valeur. Si nécessaire, le contribuable peut faire réaliser sa déclaration par un comptable, mais ce dernier ne peut assumer la responsabilité pénale en cas de fraude. Pour les actifs financiers, les banques françaises proposent un « relevé ISF » annuel. Alors qu'il s'agit d'une opération informatique très simple, elle est facturée généralement entre 25 et 50 euros, alors que l'imprimé fiscal unique (IFU) doit, quant à lui, toujours être gratuit.

### Principales dispositions fiscales
- Les biens immobiliers doivent être évalués à leur valeur vénale au 1er janvier de l'année de la déclaration. Valeur vénale signifiant au prix du marché.
  - La valeur du patrimoine immobilier est fondée sur une liste des prix au mètre carré constaté dans les principales villes de France, sinon les barèmes des notaires peuvent être utilisés.
  - La résidence principale entre dans la base de calcul avec une décote de 30 % de la valeur de l'immeuble au 1er janvier de l'année de la déclaration (20 % avant 2008).
  - Une décote peut être appliquée sur les logements loués (20 à 40 %) selon divers critères (âge des occupants, montant du loyer, durée du bail).
  - Les biens immobiliers détenus à l'étranger doivent être déclarés et entrent dans la base de calcul, sauf conventions fiscales (Danemark, Luxembourg, Égypte, Argentine, Finlande, Pays-Bas, République tchèque, Hongrie et Pologne).
  - En cas de démembrement de bien immobilier, la valeur entière (nue-propriété et usufruit) du bien doit être déclarée par l'usufruitier.
- Les biens mobiliers doivent être évalués au prix du marché du dernier jour de l'année qui précède la déclaration.
  - La valeur des portefeuilles de valeurs mobilières françaises ou étrangères cotées est fondée sur une liste officielle des cours moyens des trente dernières séances de l'année, ou du dernier jour de l'année, au choix du contribuable et ceci, valeur par valeur.
  - La valeur des Sicav, FCP, SCPI et OPCI est fondée sur leur dernière valeur liquidative connue.
  - Les plans d'épargne salariale entrent dans la base fiscale avec une décote possible.
  - La valeur des contrats d'assurance-vie et bons de capitalisation entrent dans la base de calcul pour le montant de leur valeur de rachat.
- Le mobilier entre dans la base de calcul ; s'il n'est pas déclaré, un forfait (5 % du patrimoine imposable) est appliqué.
  - Les œuvres, objets d'art et antiquités centenaires sont exonérés et n'entrent pas dans la base de calcul.
- Les biens professionnels n'entrent pas, en principe, dans la base de calcul. Leur définition répond toutefois à des critères précis (poste occupé par le déclarant, nombre de parts, nécessité que plus de la moitié des revenus provienne du bien professionnel, etc.).
- À supposer qu'ils ne soient pas regardés comme des biens professionnels (intégralement exonérés), les bois et forêts sont, sous certaines conditions, exonérés pour les trois quarts de leur valeur.

Le déclarant peut, en outre, déduire un certain nombre de dettes dites déductibles. Il s'agit principalement :
- des découverts bancaires.
- du capital restant dû (au 1er janvier de l'année d'imposition) au titre des emprunts souscrits auprès d'établissements de crédit, étant précisé que le montant des dettes afférentes à un emprunt souscrit dans le but d'acquérir un bien exonéré ne peut être imputé directement sur la valeur du patrimoine taxable (dans cette hypothèse, seul l'excédent éventuel du capital restant dû sur la valeur du bien exonéré peut diminuer la base d'imposition).
- des impôts dont le fait générateur s'est produit (au plus tard) au 1er janvier de l'année d'imposition et qui n'ont pas été acquittés à cette date (IR, taxe d'habitation, taxes foncières), y compris la cotisation d'ISF elle-même.
- des autres dettes certaines mais non acquittées au 1er janvier de l'année d'imposition (charges immobilières, factures et honoraires, chèques non encore débités, dépôts de garantie reçus des locataires, pensions alimentaires échues mais non acquittés, etc.)
- du montant, après application d'un coefficient de revalorisation, de certaines indemnités pour dommage corporel.
- Le total formé par le montant de l'ISF dû au titre d'une année et les impôts dus en France et à l'étranger à raison des revenus de l'année précédente ne doit pas excéder 85 % des revenus du foyer (sans distinguer selon que les revenus sont imposables ou exonérés). Voir la règle du plafonnement ci-dessous.
- Jusqu'à sa suppression en 2011, l'ISF, une fois payé, pouvait être intégré dans le calcul du bouclier fiscal qui limitait à 50 % de ses revenus l'imposition maximale d'un contribuable (ce mécanisme s'ajoutant à celui du plafonnement, mais utilisant une base de calcul différente).

### Principes d'évaluation
La valeur des biens est, en principe, déterminée selon les règles en vigueur en matière de droits de mutation par décès (droits de succession).
Doit être prise en considération la valeur vénale du bien à la date du 1er janvier de l'année d'imposition. Il n'existe pas de définition légale de la valeur vénale. La jurisprudence la définit comme suit : « La valeur vénale des biens sur laquelle est assis l'ISF est le prix qui pourrait en être obtenu sur un marché réel compte tenu de son état de fait et de droit ».
L'évaluation des valeurs mobilières (comptes courants, portefeuilles titres, etc.) ne pose pas de difficulté majeure. L'évaluation des titres de sociétés non cotées peut s'avérer délicate. Les valeurs mobilières cotées sont évaluées selon le dernier cours connu avant le 1er janvier ou à défaut selon la moyenne des trente derniers cours qui précèdent le 1er janvier. L'évaluation des meubles meublants s'effectue soit sur la base d'un forfait de 5 % de la valeur de l'ensemble des biens déclarés à l'actif (y compris immobiliers) soit sur la base d'une évaluation.
Les biens mobiliers qualifiables d'« objets d'antiquité » ou « de collection » ainsi que les œuvres d'art échappent à l'ISF. Il serait difficile d'évaluer ce type de bien, pour lequel une cote officielle n'est pas toujours disponible faute de marché liquide.
L'évaluation des biens immobiliers est parfois délicate. L'administration dispose de plusieurs méthodes, dont la plus utilisée est la méthode dite de la comparaison. Elle consiste à rechercher des ventes similaires à chacun des biens immobiliers concernés, ce qui, en pratique, requiert d'assez lourdes recherches dans les bases de données des notaires, de la FNAIM, des hypothèques, etc., ou le recours à un expert immobilier. Cependant, en cas de contentieux, l'administration n'est pas tenue par de telles expertises qu'elle peut estimer être de complaisance. L'évaluation personnelle est fréquente en pratique.
C'est d'ailleurs à l'administration qu'il revient de prouver l'inexactitude des valeurs déclarées à condition qu'une déclaration ait été déposée par le contribuable. La charge de la preuve s'inverse en cas de taxation d'office, lorsque le contribuable, malgré les relances, n'a pas déposé de déclaration. C'est alors à ce dernier de montrer que les références utilisées par l'administration sont inopérantes dans le cadre des biens dont l'évaluation est contestée.
Dans le cas où la charge de la preuve incombe à l'administration, cette dernière, si elle souhaite contester la valeur déclarée par l'assujetti, doit pouvoir proposer au minimum trois références comparables (« intrinsèquement similaires »). Pour cela, elle dispose d'un logiciel baptisé Estimer un Bien.
Certaines réductions de valeur sur le bien immobilier, effectuées à l'initiative du contribuable, sont qualifiées de « décotes ». Ces moins-values doivent être distinguées des réductions qui trouvent leur origine dans un texte de loi, « les abattements ».

#### Décotes
Synonymes de moins-values, les décotes sont des réductions appliquées sur la valeur théorique des biens (laquelle est souvent obtenue par des comparaisons avec des biens estimés similaires).
Cette modulation de la valeur vénale d'un bien (par exemple par référence au prix du mètre carré) est justifiée par la recherche de la valeur vénale la plus proche possible de la réalité du bien déclaré. La jurisprudence parle de « valeur vénale réelle ». La valeur vénale réelle représente le prix du marché, c'est-à-dire « celui que le jeu normal de l'offre et de la demande permettrait de retirer de la vente du bien, compte tenu de ses particularités physiques, juridiques et économiques ».
Il n'existe pas de liste exhaustive des décotes. Tout élément de fait ou de droit de nature à atténuer la valeur vénale d'un bien à la date du 1er janvier de l'année d'imposition est susceptible d'entraîner une décote.
L'administration se montre assez réticente à l'égard des décotes, qui réduisent la valeur d'un bien au regard des données comparatives objectives dont elle dispose. Cependant, un certain nombre de moins-values sont acceptées, des décisions juridictionnelles les ayant admises dans certains cas au bénéfice des contribuables.

##### Bail civil
La présence d'un bail civil est susceptible d'entraîner une décote (le bail commercial serait au contraire, selon les cas, susceptible d'entraîner une « surcote », ou amélioration de la valeur du bien, en comparaison d'un bien similaire). Cette décote est d'origine jurisprudentielle.
Selon certains professionnels du marché, lorsqu'un bien immobilier est donné en location et qu'il est mis en vente, la décote observée irait parfois jusqu'à 40 %. Le type de bail, sa durée et son échéance influencent sur la décote de marché constatée.
« Un immeuble loué génère une moins-value pour occupation qui peut varier de 20 % à 45 % selon le type de location (20 % pour les immeubles loués à l’habitation sous le régime de la loi du 6 juillet 1989, 40 % pour les loyers de 1948 quel que soit l’âge du locataire, 45 % lorsque la distorsion entre la valeur réelle et le montant du loyer est importante) ».

##### Indivision
De nombreuses décisions de jurisprudence considèrent que les droits indivis ont une valeur propre qui diffère de la seule fraction de la valeur vénale totale du bien correspondant à la proportion des droits indivis.
« La valeur du bien constituant l'assiette des droits de mutation est la valeur vénale réelle constituée par le prix qui pourrait en être obtenu par le jeu de l'offre et de la demande dans un marché réel (…) l'état d'indivision étant de nature à dévaloriser le bien ; que la valeur vénale réelle du bien est donc constituée par des facteurs d'ordre socio-économique, par son état de fait ou physique (qualité, emplacement, entretien…) mais aussi par son état de droit (servitudes, caractère indivis des droits…) ; que concernant l'indivision, il convient d'évaluer ces biens en tant que tels, isolément les uns des autres puisque la loi fiscale n'autorise pas à supposer que les titulaires de ces droits les céderaient ensemble ».
Cependant, aucune jurisprudence n'admet actuellement de décote concernant les logements acquis en commun par les époux (indivision conventionnelle).

##### Détention au travers d'une société civile immobilière
La constitution d'une SCI peut être, selon les cas, avantageuse ou non.

##### Appartement au rez-de-chaussée
Impliquerait une décote d'au moins 10 %[réf. souhaitée] si on lui compare un appartement situé en étage courant.

##### État intérieur
Insalubrité, électricité hors normes, etc. : le mauvais état du bien implique une moins-value si on lui oppose en comparaison un bien en bon état.

#### Abattements
Certaines dispositions légales permettent au redevable de l'ISF d'opérer, dans sa déclaration, une réduction sur la valeur vénale réelle de certains biens.
Un abattement de 30 % est autorisé sur la valeur de la résidence principale (depuis la Loi TEPA, en vigueur depuis le 22 août 2007). Cet abattement était précédemment de 20 %.
Le législateur s'est inspiré de la jurisprudence de la Cour de cassation qui avait accordé 20 % de décote (moins-value) que réclamait un contribuable pour sa résidence principale au motif qu'il l'occupait. Si celle-ci avait été vendue le 1er janvier, la moins-value aurait donc été de 20 % par rapport à un bien libre d'occupant. Dans un souci budgétaire, les députés ont repris cette jurisprudence pour l'officialiser et la limiter à la seule résidence principale. En effet, l'unique critère retenu par la Cour était celui de l'occupation « le bien était occupé et devait être évalué en fonction de cette circonstance » et présentait, selon eux, le risque de voir les redevables invoquer des décotes sur l'ensemble de leurs biens immobiliers, par exemple, une résidence secondaire occupée par un membre de la famille, et ce, y compris dans le cadre des droits de succession,.
Lorsqu'un bien est partiellement professionnel, sa valeur vénale doit faire l'objet d'un abattement correspondant au pourcentage du bien affecté à l'activité professionnelle.

## Calcul de l'impôt
L'impôt brut est calculé en fonction d'un barème suivant la valeur nette taxable (VNT). L'impôt est basé sur la déclaration de patrimoine de tous ceux qui ont une fortune estimée au-dessus d'un certain seuil d'imposition, au 1er janvier de l'année qui donne lieu au calcul et au paiement de cet impôt.

### Barème 2011
Le seuil d'imposition, auparavant de 800 000 euros, est relevé à 1 300 000 euros.
| N'excédant pas 800 000 euros                 | 0 %    |
| Comprise entre 800 000 et 1 310 000 euros    | 0,55 % |
| Comprise entre 1 310 000 et 2 570 000 euros  | 0,75 % |
| Comprise entre 2 570 000 et 4 040 000 euros  | 1 %    |
| Comprise entre 4 040 000 et 7 710 000 euros  | 1,30 % |
| Comprise entre 7 710 000 et 16 790 000 euros | 1,65 % |
| Supérieure à 16 790 000 euros                | 1,80 % |

Ensuite, il faut déduire les réductions d'impôt dues aux charges familiales qui sont de 150 euros par enfant mineur à charge, enfant handicapé quel que soit l'âge, personnes invalides vivant sous le même toit.
Le calcul de l'impôt répond donc à cette formule : (n% de VNT) - charges familiales = impôts net à payer

### Barème 2012 de l'ISF
Le mode de calcul est modifié à partir de l'année 2012.
| N'excédant pas 1 300 000 euros              | 0 %    |
| Comprise entre 1 300 000 et 3 000 000 euros | 0,25 % |
| Supérieure à 3 000 000 euros                | 0,50 % |

Contrairement au mécanisme antérieur, le calcul de l'impôt se fait « dès le 1er euro », c'est-à-dire qu'un patrimoine de 5 000 000 € est imposé en totalité au taux de 0,50 % (soit 25 000 € d'imposition). Un système de lissage est instauré pour éviter les effets de seuil, avec une décote pour les patrimoines entre 1,3 et 1,4 million d'une part, et 3 et 3,2 millions d'autre part.

### Barème à partir de 2013
À la suite de son élection, François Hollande a fait revenir le barème à son ancienne structure :
| N'excédant pas 800 000 euros                 | 0 %    |
| Comprise entre 800 000 et 1 300 000 euros    | 0,5 %  |
| Comprise entre 1 300 000 et 2 570 000 euros  | 0,70 % |
| Comprise entre 2 570 000 et 5 000 000 euros  | 1 %    |
| Comprise entre 5 000 000 et 10 000 000 euros | 1,25 % |
| Supérieure à 10 000 000 euros                | 1,50 % |

Chaque tranche est imposée à son propre taux. Par exemple, un patrimoine de 10 millions d'euros sera taxé de 98 190 euros (soit environ 0,98 % du total). Entre 1 300 000 et 1 400 000 euros, une décote est appliquée. L'ISF minimum est ainsi de 1 250 euros pour un patrimoine de 1 300 001 euros.

### Plafonnement et bouclier fiscal
Deux dispositifs différents permettent d'amoindrir la charge de l'ISF. Quoique leur dénomination officielle soit commune (« plafonnement »), leur logique et fonctionnement sont très différents.

#### Plafonnement propre à l'ISF
Un mécanisme de plafonnement propre à l'ISF est prévu par le code. La cotisation à l'ISF est réduite de la différence entre :
- d'une part, le total de cet impôt et des impôts dus en France et à l'étranger au titre des revenus et produits de l'année précédente (impôt sur le revenu, CSG et CRDS et contributions sociales) ;
- d'autre part, 85 % du total des revenus nets de frais professionnels de l'année précédente, après déduction des seuls déficits catégoriels dont l'imputation est autorisée, ainsi que des revenus exonérés d'impôt sur le revenu réalisés au cours de la même année en France ou hors de France et des produits soumis à un prélèvement libératoire.

Cela revient à plafonner l'ISF et l'IR à 85 % du revenu de référence.
Seuls les redevables qui ont leur domicile fiscal en France au 1er janvier peuvent bénéficier du plafonnement.
À la suite du « déplafonnement du plafonnement » instauré en 1995, cette réduction est limitée au montant le plus élevé entre :
- le montant maximal de l'ISF correspondant à la troisième tranche (11 995 euros en 2009)
- 50 % de l'ISF.

Dans certaines configurations, le montant de l'impôt ajouté à l'IR peut donc excéder le seuil de 85 % du revenu de référence. À partir des années 2000, certains contribuables ont demandé le dégrèvement de l'impôt excédant leur revenu annuel devant les juridictions judiciaires au nom de son caractère « confiscatoire ». Ce caractère n'a pas été reconnu par les juridictions dans les affaires jugées mais la Cour de Cassation en a précisé la définition. Par ailleurs, le Conseil constitutionnel a considéré que le déplafonnement du plafonnement était conforme à la Constitution.
La Cour européenne des droits de l'homme a également jugé que l'ISF était compatible avec le droit à la propriété garanti par l'article premier du Protocole no 1 de la Convention.
Le plafonnement de l’ISF est supprimé concomitamment à la baisse des taux de 2011.
En 2012, la contribution exceptionnelle sur la fortune instaurée par le gouvernement Ayrault a pour conséquence pour quelque 8 000 foyers fiscaux d'être imposés à plus de 100 % de leurs revenus. Condamnant une fiscalité « confiscatoire », le Conseil constitutionnel exige le rétablissement du plafonnement des impôts directs. Le gouvernement fixe ce plafond à 75 % du revenu.
En 2015, le ministère de l’Économie et des Finances annonce que, paradoxalement, les sommes prélevées ont augmenté à la suite de la réintroduction du plafond ; mais cela serait lié à l'augmentation des patrimoines, qui augmente le rendement de l'ISF et donc les restitutions pour les contribuables concernés. Le quotidien Le Figaro souligne par ailleurs les possibilités d'optimisation fiscale notamment sur les revenus issus de l'assurance-vie,. En juin 2016, Le Canard enchaîné dévoile une liste de 50 contribuables, dont Liliane Bettencourt et Bernard Arnault, ayant bénéficié en 2015 d'un abattement massif sur leur ISF. En 2014, l'ISF rapporte 5,3 milliards d’euros.

#### Bouclier fiscal
La loi de finances pour 2006 créé un « droit à restitution » des impôts directs pour que le total de plusieurs impôts (sur le revenu, ISF, taxe foncière …) n'excède pas 60 % du revenu du contribuable. Le taux est baissé à 50 % avec la loi du 21 août 2007 en faveur du travail, de l'emploi et du pouvoir d'achat. Ce dispositif est communément appelé « bouclier fiscal » et organisait un plafonnement de l'ensemble des impôts directs payés par un contribuable (c'est-à-dire le ménage, dans le système français).
Cependant, ce mécanisme a été critiqué pour son efficacité incertaine au regard de l'un de ses objectifs (réduire l'expatriation fiscale) et pour son caractère inopportun en période d'austérité budgétaire.
La loi de finance rectificative de 2011 supprime le bouclier fiscal.

### Réductions
La Loi TEPA adoptée en août 2007 a créé certains mécanismes permettant au contribuable de diminuer le montant de son impôt à hauteur de :
- 75 % des montants investis dans certaines PME non cotées, ainsi que des dons effectués entre autres au profit d’organismes d'intérêt général, établissements de recherche et d'enseignement supérieur, mesure plafonnée à 50 000 euros
- 50 % des montants investis dans des fonds d'investissement de proximité (FIP), FCPI et FCPR, qui investissent dans certaines PME, la réduction étant plafonnée à 18 000 euros par an[79]. Elles sont applicables jusqu'en 2012.

À partir de l'ISF 2011, les taux et plafonds sont les suivants :
- 50 % des montants investis dans certaines PME non cotées, mesure plafonnée à 45 000 euros[80] et non 67,5 % comme l'avait proposé le Sénat[81]
- 50 % des montants investis dans des fonds d'investissement de proximité (FIP) et FCPI la réduction étant plafonnée à 18 000 euros[82].
- Les réductions de 75 % au titre des dons sont inchangées.

Les assujettis rédigent généralement leur déclaration au cours du mois de juin (retrait 15 mai, dépôt 15 juin) car en mai ils déclarent leurs revenus. Or, la grande majorité des dossiers de défiscalisation doit être bouclée avant le 1er juin, ce qui limite leur succès auprès des premières tranches de contribuables, peu informés. Reste alors les dons aux associations reconnues d'utilité publique, admises jusqu'au 15 juin.

## Tableau des recettes fiscales
| Année (collecte) | Nombre de contribuables | Recettes fiscales (milliards d'euros) | Imposition moyenne (euros/contribuable) | Nombre de redevables de l’ISF partis pour l’étranger en fonction de leur année de départ, |
| ---------------- | ----------------------- | ------------------------------------- | --------------------------------------- | ----------------------------------------------------------------------------------------- |
| 1998             | 192 734                 | 1,697                                 | 8 805                                   |                                                                                           |
| 1999             | 212 008                 | 1,942                                 | 9 160                                   |                                                                                           |
| 2000             | 244 656                 | 2,238                                 | 9 148                                   |                                                                                           |
| 2001             | 268 448                 | 2,390                                 | 8 903                                   |                                                                                           |
| 2002             | 281 434                 | 2,270                                 | 8 066                                   | 383                                                                                       |
| 2003             | 299 646                 | 2,335                                 | 7 793                                   | 368                                                                                       |
| 2004             | 335 525                 | 2,646                                 | 7 686                                   | 574                                                                                       |
| 2005             | 395 518                 | 3,076                                 | 7 777                                   | 697                                                                                       |
| 2006             | 456 856                 | 3,680                                 | 8 055                                   | 901                                                                                       |
| 2007             | 527 866                 | 4,031                                 | 7 637                                   | 908                                                                                       |
| 2008             | 565 966                 | 3,810                                 | 6 732                                   | 896                                                                                       |
| 2009             | 559 727                 | 3,270                                 | 5 842                                   | 904                                                                                       |
| 2010             | 593 878                 | 4,460                                 | 7 510                                   | 808                                                                                       |
| 2011             | 291 630                 | 4,321                                 | 14 817                                  | 555                                                                                       |
| 2012             | 290 065                 | 5,043                                 | 17 386                                  | 674                                                                                       |
| 2013             | 312 406                 | 4,390                                 | 14 052                                  | 896                                                                                       |
| 2014             | 331 010                 | 5,198                                 | 15 679                                  | 915                                                                                       |
| 2015             | 342 972                 | 5,224                                 | 15 233                                  | 756                                                                                       |
| 2016             | 351 152                 | 5,051                                 | 14 383                                  | 632                                                                                       |
| 2017             | 358 198                 | 5,067                                 | 14 146                                  | 376                                                                                       |

L'ISF représente environ 1,6 % des recettes fiscales nettes de l'État en 2007. Il concerne 2 % des contribuables, avec une progression du nombre d'assujettis très rapide (le patrimoine moyen d'un ménage français était de 165 000 euros en 2004).
Le montant de ce que rapporte chaque année cet impôt permet de se faire une première idée de la distribution « visible » des patrimoines, ou en tout cas de la partie qui en est taxée. Une étude plus précise de ces recettes montre une contribution très importante des assujettis au titre de la première tranche d'une part, et de ceux imposés dans la dernière tranche, d'autre part. Ces deux catégories représentent chacune environ 40 % des recettes de l'ISF. En 2005, d'après le Syndicat national unifié des impôts, 86 % des redevables de l'ISF se situent dans les deux premières tranches du barème et ont acquitté un impôt de 1 100 euros en moyenne.

## Controverses sur la pertinence de l'ISF

### Arguments opposés à l'ISF
L'ISF est fréquemment qualifié d'« impôt idéologique » par ses détracteurs et parfois rebaptisé « Incitation à Sortir de France ».

#### Sur le fond
- Les « impôts sur la fortune » ont été abolis dans plusieurs pays développés et sont inexistants dans la plupart des autres. La suppression de l'impôt sur la fortune a été notamment décidée dans les huit autres pays de l'Union européenne où il était en vigueur en 1994[95], l'Espagne ayant, par exemple, supprimé son équivalent (El Impuesto sobre el Patrimonio) avec effet rétroactif au 1er janvier 2008[96],[97]. Par ailleurs, cette singularité contribuerait au départ de fortunes nationales vers des pays à la fiscalité du patrimoine moins lourde[98] (Suisse, Luxembourg, Belgique, Italie, et Grande-Bretagne notamment). Ce phénomène d'expatriation fiscale a concerné selon une étude du sénat 843 redevables et 2,8 milliards d'euros en 2006[99], en nette augmentation sur les années précédentes (368 en 2003). Un autre rapport pointe la sous-estimation des chiffres de l'administration fiscale ainsi que les pertes indirectes pour l'économie française : « Dans tous les cas, les délocalisations des redevables à l'ISF constituent une perte de dynamisme pour l'économie française : plus jeunes que la moyenne des redevables à l'ISF (qui est de 66 ans), tout en étant expérimentés (fourchette des 45-55 ans), nettement plus riches que la moyenne des redevables à l'ISF, ces contribuables, parmi lesquels les dirigeants d'entreprise sont très nombreux, ont eu depuis six ans à leur disposition 10 à 15 milliards d'euros de capitaux qu'ils ont pu investir ailleurs qu'en France. ». Dans un reportage sur l'ISF, l'émission télévisée Capital estime elle qu'un tiers des multimillionnaires français s'expatrient[100]. De plus ces estimations ne comptabilisent pas les Français déjà expatriés qui renoncent à rentrer en France après avoir réussi financièrement à l'étranger.
- Compte tenu des autres aspects négatifs (en particulier l'expatriation fiscale), l'impôt aurait finalement un rendement net négatif. Ainsi, selon l'économiste Patrick Artus, il « coûterait deux fois en TVA non perçue ce qu'il rapporte »[101]. L'Institut Montaigne, institut libéral de lobbying privé, insiste également sur les coûts directs et indirects de l'ISF pour l'économie française : il estime à 130 milliards d'euros le montant des capitaux qui ont quitté la France pour éviter l'ISF entre 1997 et 2006 et plus de 200 milliards depuis la création de cet impôt. Pour un bénéfice de 3,8 milliards d'euros par an, l'ISF entraîne également selon l'Institut Montaigne des pertes fiscales cumulées de 15,9 milliards d'euros. De fait, ces pertes auraient pour effet indirect d'augmenter les autres impôts, puisque les organismes publics ont besoin d'un certain niveau de recettes pour financer leurs dépenses {{référence nécessaire}}. Selon Christian Chavagneux, rédacteur en chef d'Alternatives économiques, l'ISF en entraînant l'expatriation fiscale génère un manque à gagner estimé à 10 % des recettes fiscales annuelles pour l'État français {{référence nécessaire}}. Selon l'Ifrap, l'ISF aurait entraîné 200 milliards d'euros de fuite de capitaux au minimum depuis sa création jusqu'à 2007 ; elle quantifie à 0,2 % de PIB le manque à gagner de la croissance française causée par cet impôt qui provoque l'expatriation fiscale des Français les plus aisés {{référence nécessaire}}. Dans une étude détaillée parue dans la Revue de droit fiscal du 5 avril 2007[102], Éric Pichet estime quant à lui que le manque à gagner pour l'État en recettes fiscales annuelles à 7 milliards d'euros, soit le double des recettes de l'ISF en 2007 (3,5 milliards d'euros).
- Les déclarations de patrimoine seraient « attentatoires à la vie privée » selon l'ancien ministre Michel Poniatowski, qui estimait dans son ouvrage L'Avenir n'est écrit nulle part[103] anticonstitutionnelle une exigence de déclaration de toutes les résidences d'un particulier. Le redevable est, en effet, contraint d'évaluer, avec un certain détail, l'intégralité de ses biens, y compris bijoux, mobilier, garde robe, etc. En outre la taxation commune des concubins mais pas des colocataires suppose que l'administration se mêle des aspects les plus intimes de la vie des personnes qu'elle peut avoir à contrôler. L'avocat Jean Annarella déclarait pour sa part que « L’impôt de solidarité de la fortune n’est pas un impôt, c’est un outil de contrôle ! ». Le journal Mieux vivre votre argent, dans un article sur le « traquage » des contribuables par le fisc, estimait que l'ISF est un moyen pour le fisc d'obtenir des informations auxquelles il n'aurait pas accès normalement[104].
- L'ISF ferait « double emploi » avec les droits de succession (qui est aussi un impôt sur le patrimoine) ainsi que la taxe foncière pour les biens immobiliers, selon certains théoriciens de la fiscalité (voir impôt et patrimoine). Par ailleurs, les biens ont aussi été taxés quand ils ont été acquis, par l'impôt sur le revenu ou les droits de succession[105].
- Parmi les considérations qui avaient fait adopter l'impôt sur la fortune figurait la recherche d'incitation des Français à « rentabiliser » leur capital laissé en friche : résidences secondaires ou tertiaires, ou encore celles utilisées simplement quelques semaines ou jours par an en tant que « pied à terre » ; or, ce but qui n'a pas été atteint par l'ISF, tenterait, aujourd'hui, de l'être par une nouvelle taxe, la taxe annuelle sur les logements vacants dans les villes où elle semble utile aux pouvoirs publics.
- Le niveau de fraude est élevé : en effet, il s'agit d'un impôt déclaratif (c'est le contribuable qui doit prendre l'initiative d'estimer la valeur de son patrimoine, de calculer le montant de son impôt et s'il est redevable d'en informer l'administration fiscale). De ce fait, le nombre de contribuables en infraction (par ignorance de la valeur exacte de leur capital ou volontairement) est important : ainsi en 2013, 16 % des sommes collectées étaient des rectifications et redressements[106]. D'autre part, la difficulté d'estimer le prix de certains biens (immobilier, bijoux, mobilier, etc.) ouvre la porte à la sous-estimation du patrimoine déclaré ainsi qu'à de nombreux conflits avec l'administration. Enfin, la lourdeur et la grande complexité d'une déclaration ISF, notamment au regard de l'âge moyen de l'assujetti (66 ans) et du délai resserré existant entre le retrait des formulaires et leur date limite de dépôt, expliquerait que, au moins pour la première année, un grand nombre de redevables se trouvent dans l'impossibilité de déposer leur déclaration dans les délais.
- Du point de vue de son appellation, l'ISF pose la question de la « solidarité contrainte ». Lorsqu'elle est imposée par l'État, la solidarité devient coercitive. Cette question se pose pour tous les impôts progressifs, mais plus spécifiquement à l'ISF du fait de son nom et des justifications morales et politiques qui l'appuient.
- L'assiette de l'ISF est un montant estimé. La valeur d'un bien immobilier ou d'un portefeuille de valeurs peut fluctuer dans le temps, à la hausse mais aussi à la baisse. Par exemple, une décision administrative en matière de plan d'occupation des sols peut dévaloriser des biens immobiliers. La valeur vénale d'un tel bien ne se révèle en fait qu'à la vente. En cas de baisse de la valeur de son patrimoine, le contribuable aura été taxé inéquitablement sur une fortune virtuelle.

#### Sur la forme
- L'ISF peut être perçu comme « confiscatoire » : en effet son mode de calcul indexé sur le capital plutôt que les revenus fait que l'impôt peut excéder largement la faculté contributive de certains contribuables. Quelques-uns ont ainsi été contraints de céder chaque année une partie de leur patrimoine pour acquitter l'ISF[107]. Ces situations avaient été réglées par l'adoption du bouclier fiscal qui plafonne l'ensemble des impôts du contribuable à 50 % de ses revenus, qui a été abandonné en 2012 au profit d'une refonte des barèmes de l'ISF.
- « L'augmentation du nombre de personnes imposables » : si le nombre total des redevables augmente rapidement, ils sont par exemple passés de 178 899, en 1997 à 518 000 en 2007, soit 190 % de plus en dix ans, la cotisation moyenne de l'ISF, elle est en baisse constante (par exemple -9,1 % entre 1997 et 2003 selon le Sénat). Cette hausse du nombre des redevables est avant tout due à l'augmentation rapide des prix de l'immobilier. Par exemple en 2010, le propriétaire d'un appartement de 100 m2 dans les 4e, 5e, 6e, 7e, 8e, ou 16e arrondissements de Paris est désormais redevable de l'ISF. En ce sens, l'ISF, élaboré il y a presque trente ans comme impôt sur les grands rentiers et sur « le capital dormant » des grandes fortunes, devient un nouvel impôt immobilier plus qu'une taxe sur la fortune. Par ailleurs, le seuil minimal d'imposition est passé d'environ 920 000 € en 1982 à 790 000 € en 2010[108].
- La presse financière[109] a reproché à l'ISF d'être un impôt « qui [embêtait] les millionnaires sans gêner les milliardaires » : en effet, la plupart des très grandes fortunes utiliseraient soit des stratégies de défiscalisation (le plus souvent par l'exonération des biens professionnels) ou opteraient pour l'expatriation. En revanche les foyers plus modestes soumis à l'ISF (cadres supérieurs, retraités aisés, etc.) n'ont pas accès à ces solutions. Ainsi, tous les milliardaires résidant en France recensés par Forbes en 2006 sont en position de bénéficier de l'exonération au titre de bien professionnel[110]. Par ailleurs, les 100 plus gros redevables de l'ISF ont un revenu moyen 6 fois inférieur aux 100 plus gros revenus[111].
- Très peu d'exonérations d'ISF ont fait l'objet d'un contrôle de constitutionnalité. Concernant les exonérations, on se pose la question de la pertinence de l'exonération des œuvres d'art[108].
- Il pénalise les couples car il n'intègre aucun concept de part comme l'impôt sur le revenu : ainsi, deux personnes ayant chacune 1 000 000 euros de patrimoine ne paieront pas d'ISF en se déclarant célibataires, mais le simple fait de se mettre en concubinage suffira à les rendre imposables sur un patrimoine de 2 millions d'euros. De même, deux célibataires déjà imposables à l'ISF auront en se mariant une taxation supérieure à la somme de ce qu'ils payaient individuellement auparavant.
- Les taux d'imposition sont fixes, alors que les rendements (taux) des capitaux nets d'inflation n'ont cessé de baisser, rendant le poids de l'impôt de plus en plus lourd[112].
- Il pénalise la gestion des entreprises : en effet, de nombreux dirigeants d'entreprise âgés se maintiennent à des postes de direction dans le seul but de bénéficier de l'exonération au titre de « biens professionnels ». Depuis le 1er janvier 2006, cette situation est atténuée par l'exonération sous conditions à hauteur des trois quarts de leur valeur des parts de société détenues par les dirigeants retraités prévue par l'article 885 I quater II du Code Général des Impôts[113]
- Son coût de gestion est élevé (2,13 % contre 1,2 % pour les autres impôts[114])

### Les arguments en faveur de l'ISF
L'existence de l'ISF est défendue avec les arguments suivants :
- en limitant les grosses accumulations de capitaux et par son aspect redistributif, l'ISF contribue donc — avec les droits de succession et de mutation — à éviter l'accentuation des inégalités de patrimoine[115], inégalités qui seraient nuisibles au principe républicain d'égalité des chances. L'ISF peut contribuer à réduire cet écart en France et à favoriser cet équilibre social pour la vie en société. Certains[Qui ?] plaident pour une application de l'ISF à tous les patrimoines, qu'ils soient privés ou professionnels.
- pour François Hollande, l'ISF relève d'une forme de patriotisme dont le pays a besoin[116].
- l'ISF représente une source fiscale significative. Il a rapporté 4,33 milliards d'euros à l'État en 2013 (malgré la suppression de sa première tranche), une ressource à laquelle il est difficile de renoncer dans le contexte du déficit budgétaire de l'État et des engagements européens de la France dans le cadre du pacte de stabilité[117]. En effet, même si l'ISF peut avoir une influence négative à long terme sur les revenus de l'État (voir supra), il reste à court terme une source de revenu non négligeable.[réf. nécessaire]
- selon les données officielles disponibles, recensées par le syndicat Solidaires Finances publiques (SNUI) dans un rapport d'octobre 2010[118], ni l'ISF, ni le bouclier fiscal n'ont eu d'influence significative sur l'évolution des expatriations[119].
- l'ISF contribue à compenser les éléments de progressivité que l'impôt, en particulier sur le revenu, a perdus à la suite des réformes mises en œuvre depuis 2005 (changement du barème et du nombre de tranches[120][source insuffisante], avantage tiré de l'exonération des heures supplémentaires concentré sur les plus hauts revenus[121], crédits d'impôt et niches fiscales divers, modification de l'impôt sur les successions loi TEPA)[Passage à actualiser].

### Position des partis politiques
Instauré par le Parti socialiste, l'ISF trouve essentiellement ses défenseurs à gauche et ses détracteurs à droite dans le monde politique français.
- La plupart des élus des Républicains sont opposés à cet impôt, ou souhaitent au moins sa réforme. Nicolas Sarkozy souhaite son maintien mais prône des aménagements pour encourager l'investissement dans les PME. L'UMP a un temps étudié la question d'exonérer la résidence principale de cet impôt. Cependant de nombreuses réticences, en particulier de la part de Jacques Chirac, ont empêché cette solution d'aboutir. François Fillon et Jean-François Copé en 2012 lors de la primaire pour la présidence de l'UMP s'accordent sur la nécessaire réforme de l'ISF[122] avant d'appeler tous les deux en 2013 à sa suppression[123],[124]. * Le secrétaire d'État au Commerce, Hervé Novelli, a jugé que l'impôt sur la fortune (ISF) est « un impôt archaïque » dont les effets ont « nui au développement de l'économie française »[125] Alain Juppé a reconnu que la suppression de cet impôt était une erreur : il reconnaît ainsi en 1990 qu'"on a eu tort de supprimer l'IGF. On a été prisonnier du lobby patronal [...] Yvon Gattaz nous avait promis 400 000 emplois si nous suivions les propositions du Conseil national du patronat français"[18].
- Le Parti socialiste reste globalement favorable à cet impôt qu'il a voté et prône son maintien. Toutefois Michel Charasse, créateur de l'IGF qui devint l'ISF, a déclaré : « C'était naïf de créer l’ISF en 1981, c’était bête de le rétablir en 1988 ». Son créateur, Michel Rocard, a critiqué sa modulation, mais pas son fond : « Je pense que l’ISF a été créé trop lourd avec une assiette restreinte. L’ISF n’a pas été bien créé ». Jack Lang s'est prononcé en faveur d'une assiette élargie accompagnée d'une baisse des taux[126]. Certains, comme Manuel Valls ou Vincent Peillon envisagent la suppression de cet impôt dans le cadre d'une réforme globale de la fiscalité[127].
- Le Mouvement démocrate est favorable à une importante réforme : « L'UDF est favorable à un débat clairement assumé sur l'ISF, dont on connaît et la pertinence du principe et les effets pervers de son application ». François Bayrou a déclaré vouloir le remplacer par un impôt « à taux léger » sur tous les patrimoines d'au moins 750 000 euros pour éviter l'expatriation fiscale.
- Le Parti radical de gauche est en faveur d'un « grand impôt personnel et progressif, substitué à l'IR, la CSG, les cotisations sociales et l'ISF »[128].
- Le Front national est pour l'exonération de la résidence principale[129]. Il y voit aussi une cause des « fuites des cerveaux » et un « impôt confiscatoire », dommageable selon lui à la compétitivité de l'économie[130].
- Le Parti communiste français souhaite doubler et tripler au-delà de la deuxième tranche le taux de cet impôt[131].
- La Ligue communiste révolutionnaire est en faveur d'une augmentation de l'ISF.

### Évitement fiscal des grandes fortunes
l’Institut des politiques publiques (IPP, Ecole d’Economie de Paris), en collaboration avec le ministère des finances publie en 2022 une étude inédite sur les revenus et les impôts payés par les ultra riches en France.
| Catégorie                | Taux d'imposition rapporté à la fortune totale(%) |
| ------------------------ | ------------------------------------------------- |
| 0,1 % des plus fortunés  | 2 %                                               |
| 0,0001 % des plus riches | 0,11 %                                            |

Beaucoup d'économistes dénoncent aussi cet évitement fiscal massif des grandes fortunes. "La progressivité de l'impôt a connu une baisse spectaculaire. On a détaxé les grands gagnants de la mondialisation, les multinationales et leurs actionnaires, souligne Gabriel Zucman, professeur à Berkeley et grand spécialiste de ce sujet. Les grandes fortunes peuvent organiser leurs activités (création de holding, pas de distribution de dividendes…) pour éviter l'impôt. La seule façon de s'attaquer à cette injustice fiscale, c'est de créer un impôt sur la fortune".
le directeur de l’IPP concède qu'il souhaite publier l'intégralité des chiffres plus tard car "ils susciteront, sans nul doute, une grosse polémique en période de réforme des retraites de 2023, où l’opposition a vertement critiqué le gouvernement pour avoir fermé la porte à tout prélèvement sur les plus fortunés".

### L'ISF vu dans un cadre plus général
L'ISF est également abordé dans des problématiques plus générales :
- le problème de l'instabilité fiscale en France ;
- le problème plus général de la fiscalité française. Un rapport publié en 2009 par la Cour des comptes sur la fiscalité du patrimoine estime ainsi qu'il a « des bases étroites, des exonérations croissantes qui le dénaturent et des taux élevés qui rendent cet impôt mal supporté, alors même que son rendement — 3,8 milliards en 2008 — devient marginal » et propose de le supprimer dans le cadre d'une réforme globale de la fiscalité du patrimoine[133].